# Liste des cathédrales de Colombie
Cet article recense les cathédrales de Colombie.

## Liste

### Cathédrales
| Cathédrale                                            | Diocèse                      | Département                                           | Municipalité           | Coordonnées                         | Illustration                                          |
| ----------------------------------------------------- | ---------------------------- | ----------------------------------------------------- | ---------------------- | ----------------------------------- | ----------------------------------------------------- |
| Cathédrale Notre-Dame-du-Mont-Carmel                  | Apartadó                     | Antioquia                                             | Apartadó               | 7° 52′ 58″ nord, 76° 37′ 41″ ouest  | Image manquante Téléverser                            |
| Cathédrale Sainte-Barbe                               | Arauca                       | Arauca                                                | Arauca                 | 7° 05′ 08″ nord, 70° 45′ 26″ ouest  | Image manquante Téléverser                            |
| Cathédrale de l'Immaculée-Conception (es)             | Armenia                      | Quindío                                               | Armenia                | 4° 31′ 55″ nord, 75° 40′ 22″ ouest  | Cathédrale de l'Immaculée-Conception (es)             |
| Cathédrale du Sacré-Cœur                              | Barrancabermeja              | Santander                                             | Barrancabermeja        | 7° 03′ 38″ nord, 73° 52′ 19″ ouest  | Image manquante Téléverser                            |
| Cathédrale Marie-Reine                                | Barranquilla                 | Atlántico                                             | Barranquilla           | 10° 59′ 18″ nord, 74° 47′ 25″ ouest | Cathédrale Marie-Reine                                |
| Cathédrale de l'Immaculée-Conception                  | Bogota                       | Cundinamarca                                          | Bogota                 | 4° 35′ 53″ nord, 74° 04′ 31″ ouest  | Cathédrale de l'Immaculée-Conception                  |
| Cathédrale de la Sainte-Famille (es)                  | Bucaramanga                  | Santander                                             | Bucaramanga            | 7° 07′ 08″ nord, 73° 07′ 21″ ouest  | Cathédrale de la Sainte-Famille (es)                  |
| Cathédrale Saint-Bonaventure                          | Buenaventura                 | Valle del Cauca                                       | Buenaventura           | 3° 53′ 08″ nord, 77° 04′ 20″ ouest  | Image manquante Téléverser                            |
| Cathédrale Saint-Pierre-Apôtre (es)                   | Buga                         | Valle del Cauca                                       | Buga                   | 3° 53′ 58″ nord, 76° 18′ 10″ ouest  | Cathédrale Saint-Pierre-Apôtre (es)                   |
| Cathédrale Notre-Dame-de-Miséricorde                  | Caldas                       | Antioquia                                             | Caldas                 | 6° 05′ 30″ nord, 75° 38′ 13″ ouest  | Cathédrale Notre-Dame-de-Miséricorde                  |
| Cathédrale Saint-Pierre-Apôtre                        | Cali                         | Valle del Cauca                                       | Cali                   | 3° 27′ 04″ nord, 76° 31′ 57″ ouest  | Cathédrale Saint-Pierre-Apôtre                        |
| Cathédrale Notre-Dame-du-Mont-Carmel                  | Cartago                      | Valle del Cauca                                       | Cartago                | 4° 41′ 53″ nord, 75° 55′ 35″ ouest  | Cathédrale Notre-Dame-du-Mont-Carmel                  |
| Cathédrale Sainte-Catherine-d'Alexandrie (es)         | Carthagène des Indes         | Bolívar                                               | Carthagène des Indes   | 10° 25′ 09″ nord, 75° 31′ 59″ ouest | Cathédrale Sainte-Catherine-d'Alexandrie (es)         |
| Cathédrale du Sacré-Cœur-de-Jésus                     | Chiquinquirá                 | Boyacá                                                | Chiquinquirá           | 5° 37′ 10″ nord, 73° 48′ 47″ ouest  | Image manquante Téléverser                            |
| Cathédrale Saint-Joseph (es)                          | Cúcuta                       | Norte de Santander                                    | Cúcuta                 | 7° 53′ 11″ nord, 72° 30′ 12″ ouest  | Cathédrale Saint-Joseph (es)                          |
| Cathédrale Saint-Laurent (es)                         | Duitama-Sogamoso             | Boyacá                                                | Duitama                | 5° 49′ 43″ nord, 73° 02′ 03″ ouest  | Cathédrale Saint-Laurent (es)                         |
| Cathédrale Notre-Dame-de-la-Chandeleur                | El Banco                     | Magdalena                                             | El Banco               | 8° 59′ 33″ nord, 73° 58′ 09″ ouest  | Cathédrale Notre-Dame-de-la-Chandeleur                |
| Cathédrale Saint-Jean-Baptiste-de-la-Estrada (es)     | Engativá                     | Cundinamarca                                          | Engativá               | 4° 40′ 45″ nord, 74° 05′ 34″ ouest  | Cathédrale Saint-Jean-Baptiste-de-la-Estrada (es)     |
| Cathédrale Notre-Dame-du-Rosaire                      | Espinal                      | Tolima                                                | Espinal                | 4° 09′ 01″ nord, 74° 53′ 06″ ouest  | Cathédrale Notre-Dame-du-Rosaire                      |
| Cathédrale Notre-Dame-du-Rosaire                      | Facatativá                   | Cundinamarca                                          | Facatativá             | 4° 48′ 33″ nord, 74° 21′ 13″ ouest  | Cathédrale Notre-Dame-du-Rosaire                      |
| Cathédrale Notre-Dame-de-Lourdes                      | Florencia                    | Caquetá                                               | Florencia              | 1° 36′ 44″ nord, 75° 36′ 31″ ouest  | Image manquante Téléverser                            |
| Cathédrale Saint-Jacques-Apôtre (es)                  | Fontibón                     | Cundinamarca                                          | Fontibón               | 4° 40′ 22″ nord, 74° 08′ 38″ ouest  | Cathédrale Saint-Jacques-Apôtre (es)                  |
| Cathédrale Notre-Dame-du-Rosaire-de-Chiquinquirá      | Garagoa                      | Boyacá                                                | Garagoa                | 5° 04′ 54″ nord, 73° 21′ 50″ ouest  | Cathédrale Notre-Dame-du-Rosaire-de-Chiquinquirá      |
| Cathédrale Saint-Michel-Archange                      | Garzón                       | Huila                                                 | Garzón                 | 2° 11′ 49″ nord, 75° 37′ 39″ ouest  | Image manquante Téléverser                            |
| Cathédrale du Cœur-Immaculé-de-Marie                  | Girardot                     | Cundinamarca                                          | Girardot               | 4° 18′ 14″ nord, 74° 48′ 10″ ouest  | Cathédrale du Cœur-Immaculé-de-Marie                  |
| Cathédrale Notre-Dame-du-Rosaire                      | Girardota                    | Antioquia                                             | Girardota              | 6° 22′ 36″ nord, 75° 26′ 45″ ouest  | Cathédrale Notre-Dame-du-Rosaire                      |
| Cathédrale Notre-Dame-du-Mont-Carmel                  | Granada                      | Meta                                                  | Granada                | 3° 32′ 30″ nord, 73° 42′ 26″ ouest  | Image manquante Téléverser                            |
| Cathédrale de l'Immaculée-Conception                  | Guapi                        | Cauca                                                 | Guapi                  | 2° 34′ 13″ nord, 77° 52′ 58″ ouest  | Image manquante Téléverser                            |
| Cathédrale de l'Immaculée-Conception (es)             | Ibagué                       | Tolima                                                | Ibagué                 | 4° 26′ 20″ nord, 75° 14′ 07″ ouest  | Cathédrale de l'Immaculée-Conception (es)             |
| Cathédrale Notre-Dame-du-Mont-Carmel                  | Inírida                      | Guainía                                               | Inírida                | 3° 51′ 57″ nord, 67° 55′ 36″ ouest  | Image manquante Téléverser                            |
| Cathédrale Saint-Pierre-Martyr                        | Ipiales                      | Nariño                                                | Ipiales                | 0° 49′ 24″ nord, 77° 38′ 03″ ouest  | Cathédrale Saint-Pierre-Martyr                        |
| Cathédrale Saint-Paul-Apôtre                          | Istmina-Tadó                 | Chocó                                                 | Istmina                | 5° 09′ 31″ nord, 76° 41′ 06″ ouest  | Image manquante Téléverser                            |
| Cathédrale Notre-Dame-de-Miséricorde                  | Jericó                       | Antioquia                                             | Jericó                 | 5° 47′ 30″ nord, 75° 47′ 11″ ouest  | Cathédrale Notre-Dame-de-Miséricorde                  |
| Cathédrale Notre-Dame-du-Mont-Carmel (es)             | La Dorada-Guaduas            | Caldas                                                | La Dorada              | 5° 27′ 15″ nord, 74° 39′ 50″ ouest  | Cathédrale Notre-Dame-du-Mont-Carmel (es)             |
| Cathédrale de Notre-Dame-de-la-Paix (es)              | Leticia                      | Amazonas                                              | Leticia                | 4° 12′ 45″ sud, 69° 56′ 32″ ouest   | Image manquante Téléverser                            |
| Cathédrale Notre-Dame-du-Mont-Carmel (es)             | Líbano–Honda                 | Tolima                                                | Líbano                 | 4° 55′ 22″ nord, 75° 03′ 51″ ouest  | Image manquante Téléverser                            |
| Cathédrale Notre-Dame                                 | Magangué                     | Bolívar                                               | Magangué               | 9° 14′ 03″ nord, 74° 44′ 37″ ouest  | Image manquante Téléverser                            |
| Cathédrale de l'Immaculée-Conception                  | Málaga-Soatá                 | Santander                                             | Málaga                 | 6° 42′ 00″ nord, 72° 44′ 01″ ouest  | Image manquante Téléverser                            |
| Cathédrale Notre-Dame-du-Rosaire                      | Manizales                    | Caldas                                                | Manizales              | 5° 04′ 03″ nord, 75° 31′ 03″ ouest  | Cathédrale Notre-Dame-du-Rosaire                      |
| Cathédrale de l'Immaculée-Conception                  | Medellín                     | Antioquia                                             | Medellín               | 6° 15′ 14″ nord, 75° 33′ 50″ ouest  | Cathédrale de l'Immaculée-Conception                  |
| Cathédrale de l'Immaculée-Conception                  | Mitú                         | Vaupés                                                | Mitú                   | 1° 15′ 27″ nord, 70° 14′ 05″ ouest  | Image manquante Téléverser                            |
| Cathédrale Saint-Alphonse-de-Liguori                  | Mocoa-Sibundoy               | Putumayo                                              | Sibundoy               | 1° 12′ 22″ nord, 76° 54′ 56″ ouest  | Image manquante Téléverser                            |
| Cathédrale Sainte-Croix                               | Montelíbano                  | Córdoba                                               | Montelíbano            | 7° 45′ 02″ nord, 75° 40′ 13″ ouest  | Image manquante Téléverser                            |
| Cathédrale Saint-Jérôme                               | Montería                     | Córdoba                                               | Montería               | 8° 45′ 06″ nord, 75° 52′ 22″ ouest  | Image manquante Téléverser                            |
| Cathédrale de l'Immaculée-Conception (es)             | Neiva                        | Huila                                                 | Neiva                  | 2° 55′ 31″ nord, 75° 17′ 20″ ouest  | Cathédrale de l'Immaculée-Conception (es)             |
| Cathédrale Sainte-Claire                              | Nueva Pamplona               | Norte de Santander                                    | Pamplona               | 7° 22′ 33″ nord, 72° 38′ 55″ ouest  | Image manquante Téléverser                            |
| Cathédrale Sainte-Anne (es)                           | Ocaña                        | Norte de Santander                                    | Ocaña                  | 8° 14′ 05″ nord, 73° 21′ 14″ ouest  | Cathédrale Sainte-Anne (es)                           |
| Cathédrale du Christ-Rédempteur                       | Ordinariat militaire         | Cundinamarca                                          | Bogota                 | 4° 41′ 37″ nord, 74° 01′ 58″ ouest  | Image manquante Téléverser                            |
| Cathédrale Notre-Dame-du-Rosaire-de-Palmar            | Palmira                      | Valle del Cauca                                       | Palmira                | 3° 31′ 37″ nord, 76° 18′ 02″ ouest  | Cathédrale Notre-Dame-du-Rosaire-de-Palmar            |
| Cathédrale Saint-Ézéchiel-Moreno-y-Díaz (es)          | Pasto                        | Nariño                                                | San Juan de Pasto      | 1° 12′ 57″ nord, 77° 16′ 46″ ouest  | Cathédrale Saint-Ézéchiel-Moreno-y-Díaz (es)          |
| Cathédrale Notre-Dame-de-la-Pauvreté (es)             | Pereira                      | Risaralda                                             | Pereira                | 4° 48′ 53″ nord, 75° 41′ 44″ ouest  | Cathédrale Notre-Dame-de-la-Pauvreté (es)             |
| Cathédrale Notre-Dame-de-l'Assomption (es)            | Popayán                      | Cauca                                                 | Popayán                | 2° 26′ 28″ nord, 76° 36′ 23″ ouest  | Cathédrale Notre-Dame-de-l'Assomption (es)            |
| Cathédrale Notre-Dame-du-Mont-Carmel                  | Puerto Carreño               | Vichada                                               | Puerto Carreño         | 6° 11′ 05″ nord, 67° 28′ 58″ ouest  | Image manquante Téléverser                            |
| Cathédrale Marie-Mère-de-l'Église                     | Puerto Gaitán                | Meta                                                  | Puerto Gaitán          | 4° 18′ 47″ nord, 72° 05′ 26″ ouest  | Image manquante Téléverser                            |
| Cathédrale Notre-Dame-du-Mont-Carmel                  | Puerto Leguízamo–Solano      | Putumayo                                              | Puerto Leguízamo       | 0° 11′ 42″ sud, 74° 46′ 49″ ouest   | Image manquante Téléverser                            |
| Cathédrale Saint-François-d'Assise                    | Quibdó                       | Chocó                                                 | Quibdó                 | 5° 41′ 34″ nord, 76° 39′ 39″ ouest  | Image manquante Téléverser                            |
| Cathédrale Notre-Dame-des-Remèdes (es)                | Riohacha                     | La Guajira                                            | Riohacha               | 11° 33′ 06″ nord, 72° 54′ 33″ ouest | Cathédrale Notre-Dame-des-Remèdes (es)                |
| Cathédrale de la Sainte-Famille                       | San Andrés y Providencia     | Archipel de San Andrés, Providencia et Santa Catalina | San Andrés             | 12° 34′ 36″ nord, 81° 42′ 18″ ouest | Image manquante Téléverser                            |
| Cathédrale Saint-Joseph                               | San José del Guaviare        | Guaviare                                              | San José del Guaviare  | 2° 34′ 20″ nord, 72° 38′ 31″ ouest  | Image manquante Téléverser                            |
| Cathédrale Notre-Dame-de-Miséricorde                  | San Vicente–Puerto Leguízamo | Caquetá                                               | San Vicente del Caguán | 2° 06′ 51″ nord, 74° 46′ 11″ ouest  | Image manquante Téléverser                            |
| Cathédrale Sainte-Foi (es)                            | Santa Fe de Antioquia        | Antioquia                                             | Santa Fe de Antioquia  | 6° 33′ 26″ nord, 75° 49′ 39″ ouest  | Cathédrale Sainte-Foi (es)                            |
| Cathédrale Sainte-Marthe                              | Santa Marta                  | Magdalena                                             | Santa Marta            | 11° 14′ 36″ nord, 74° 12′ 40″ ouest | Cathédrale Sainte-Marthe                              |
| Cathédrale Notre-Dame-du-Rosaire-de-Chiquinquirá (es) | Santa Rosa de Osos           | Antioquia                                             | Santa Rosa de Osos     | 6° 38′ 54″ nord, 75° 27′ 40″ ouest  | Cathédrale Notre-Dame-du-Rosaire-de-Chiquinquirá (es) |
| Cathédrale Saint-François-d'Assise (es)               | Sincelejo                    | Sucre                                                 | Sincelejo              | 9° 18′ 10″ nord, 75° 23′ 42″ ouest  | Cathédrale Saint-François-d'Assise (es)               |
| Cathédrale de Jesucristo Nuestra Paz (es)             | Soacha                       | Cundinamarca                                          | Soacha                 | 4° 35′ 41″ nord, 74° 11′ 42″ ouest  | Image manquante Téléverser                            |
| Cathédrale Sainte-Croix                               | Socorro et San Gil           | Santander                                             | San Gil                | 6° 33′ 21″ nord, 73° 08′ 00″ ouest  | Image manquante Téléverser                            |
| Cathédrale Notre-Dame-de-Chiquinquirá (es)            | Sonsón-Rionegro              | Antioquia                                             | Sonsón                 | 5° 42′ 35″ nord, 75° 18′ 39″ ouest  | Cathédrale Notre-Dame-de-Chiquinquirá (es)            |
| Cathédrale Saint-Louis-Bertrand                       | Tibú                         | Norte de Santander                                    | Tibú                   | 8° 38′ 29″ nord, 72° 43′ 56″ ouest  | Image manquante Téléverser                            |
| Cathédrale Saint-Antoine-de-Ambostá-de-Belalcázar     | Tierradentro                 | Cauca                                                 | Páez                   | 2° 38′ 47″ nord, 75° 58′ 22″ ouest  | Image manquante Téléverser                            |
| Cathédrale de l'Immaculée-Conception                  | Trinidad                     | Casanare                                              | Trinidad               | 5° 24′ 24″ nord, 71° 39′ 44″ ouest  | Image manquante Téléverser                            |
| Cathédrale Saint-André                                | Tumaco                       | Nariño                                                | Tumaco                 | 1° 48′ 23″ nord, 78° 45′ 50″ ouest  | Image manquante Téléverser                            |
| Cathédrale Saint-Jacques                              | Tunja                        | Boyacá                                                | Tunja                  | 5° 32′ 01″ nord, 73° 21′ 41″ ouest  | Cathédrale Saint-Jacques                              |
| Cathédrale Notre-Dame-du-Rosaire                      | Valledupar                   | Cesar                                                 | Valledupar             | 10° 28′ 36″ nord, 73° 14′ 46″ ouest | Cathédrale Notre-Dame-du-Rosaire                      |
| Cathédrale Notre-Dame-des-Neiges                      | Vélez                        | Santander                                             | Vélez                  | 6° 00′ 45″ nord, 73° 40′ 17″ ouest  | Image manquante Téléverser                            |
| Cathédrale Notre-Dame-du-Mont-Carmel (es)             | Villavicencio                | Meta                                                  | Villavicencio          | 4° 09′ 08″ nord, 73° 38′ 19″ ouest  | Cathédrale Notre-Dame-du-Mont-Carmel (es)             |
| Cathédrale Saint-Joseph                               | Yopal                        | Casanare                                              | Yopal                  | 5° 20′ 59″ nord, 72° 24′ 00″ ouest  | Cathédrale Saint-Joseph                               |
| Cathédrale de la Sainte-Trinité (es)                  | Zipaquirá                    | Cundinamarca                                          | Zipaquirá              | 5° 01′ 26″ nord, 74° 00′ 13″ ouest  | Cathédrale de la Sainte-Trinité (es)                  |

### Cocathédrales
| Cathédrale                             | Diocèse                | Département  | Municipalité | Coordonnées                        | Illustration                           |
| -------------------------------------- | ---------------------- | ------------ | ------------ | ---------------------------------- | -------------------------------------- |
| Cathédrale Saint-Martin                | Duitama-Sogamoso       | Boyacá       | Sogamoso     | 5° 42′ 51″ nord, 72° 55′ 37″ ouest | Cathédrale Saint-Martin                |
| Cathédrale Saint-Joseph (es)           | Diocèse d'Istmina-Tadó | Chocó        | Tadó         | 5° 16′ 03″ nord, 76° 33′ 06″ ouest | Cathédrale Saint-Joseph (es)           |
| Cathédrale Saint-Michel-Archange       | La Dorada-Guaduas      | Cundinamarca | Guaduas      | 5° 04′ 03″ nord, 74° 35′ 43″ ouest | Image manquante Téléverser             |
| Cocathédrale Notre-Dame-du-Rosaire     | Líbano–Honda           | Tolima       | Honda        | 5° 12′ 07″ nord, 74° 44′ 16″ ouest | Image manquante Téléverser             |
| Cathédrale de l'Immaculée-Conception   | Málaga-Soatá           | Boyacá       | Soatá        | 6° 20′ 06″ nord, 72° 40′ 49″ ouest | Image manquante Téléverser             |
| Cathédrale Saint-Michel-Archange       | Mocoa-Sibundoy         | Putumayo     | Mocoa        | 1° 08′ 47″ nord, 76° 38′ 52″ ouest | Image manquante Téléverser             |
| Cathédrale Notre-Dame-du-Bon-Secours   | Socorro et San Gil     | Santander    | Socorro      | 6° 28′ 12″ nord, 73° 15′ 40″ ouest | Cathédrale Notre-Dame-du-Bon-Secours   |
| Cathédrale Saint-Nicolas-le-Grand (es) | Sonsón-Rionegro        | Antioquia    | Rionegro     | 6° 09′ 13″ nord, 75° 22′ 25″ ouest | Cathédrale Saint-Nicolas-le-Grand (es) |

### Pro-cathédrales
| Cathédrale                            | Diocèse      | Département  | Municipalité | Coordonnées                         | Illustration                          |
| ------------------------------------- | ------------ | ------------ | ------------ | ----------------------------------- | ------------------------------------- |
| Cathédrale Saint-Nicolas-de-Tolentino | Barranquilla | Atlántico    | Barranquilla | 10° 58′ 48″ nord, 74° 46′ 41″ ouest | Cathédrale Saint-Nicolas-de-Tolentino |
| Pro-cathédrale Notre-Dame-du-Liban    | Bogota       | Cundinamarca | Bogota       | à géolocaliser                      | Image manquante Téléverser            |

### Anciennes cathédrales
| Cathédrale                                | Diocèse    | Département | Municipalité    | Coordonnées                         | Illustration               |
| ----------------------------------------- | ---------- | ----------- | --------------- | ----------------------------------- | -------------------------- |
| Basilique Notre-Dame-de-la-Chandeleur     | Medellín   | Antioquia   | Medellín        | 6° 15′ 00″ nord, 75° 34′ 03″ ouest  | Image manquante Téléverser |
| Église de l'Immaculée-Conception          | Neiva      | Huila       | Neiva           | 2° 55′ 37″ nord, 75° 17′ 19″ ouest  | Image manquante Téléverser |
| Basilique du Seigneur-des-Miracles        | Sincelejo  | Sucre       | San Benito Abad | 8° 55′ 48″ nord, 75° 01′ 36″ ouest  | Image manquante Téléverser |
| Ancienne cathédrale Notre-Dame-du-Rosaire | Valledupar | Cesar       | Valledupar      | 10° 28′ 42″ nord, 73° 14′ 39″ ouest | Image manquante Téléverser |